# Birdman (rapper)
Bryan Williams (New Orleans, 15 februari 1969), beter bekend onder zijn artiestennaam Birdman, is een Amerikaanse rapper en ondernemer uit New Orleans, Louisiana. Hij is de medeoprichter van Cash Money Records en de helft van het duo Big Tymers. In april 2012 stelde Forbes dat zijn geschatte kapitaal 125 miljoen dollar bedroeg, waardoor hij de op drie na rijkste rapper was, na Sean Combs, Jay-Z en Dr. Dre.

## Biografie

### Jeugdjaren en begin carrière
Met zijn broer Ronald "Slim" Williams richtte Birdman Cash Money Records in 1991 op. Hij gebruikte in deze tijd de artiestennaam B-32 (Baby with the 32 Golds) en bracht zijn enige onafhankelijke album I Need a Bag of Dope uit, in 1993. Veel mensen denken dat Birdman de vader van Lil Wayne is, maar dit is in werkelijkheid niet zo. Birdman was 13 toen Wayne werd geboren. Birdman heeft Wayne geadopteerd. Hij heeft daarnaast een eigen zoon en dochter.
Vanaf 1997 werkte Birdman samen met Mannie Fresh als het duo Big Tymers. Big Tymers debuteerde in 1998 met het album How Ya Luv That?, waarna ze de albums I Got That Work (2000) en Hood Rich (2002) uitbrachten. Op Hood Rich stond het nummer "Still Fly", dat werd genomineerd voor een Grammy. Ten slotte bracht de groep het album Big Money Heavyweight (2003) uit, waarna de groep in 2004 uit elkaar ging.
Samen met Lil Wayne bracht Birdman een album uit, genaamd Like Father, Like Son. Het album kreeg een gouden certificatie en bracht drie singles op, waaronder "Stuntin 'Like My Daddy" en "Leather So Soft". In 2007 bracht hij zijn volgende album uit, 5 * Stunna. In 2009 bracht Birdman het album Pricele$$ uit. In 2011 bracht hij het album Bigger Than Life uit.

## Discografie
Studioalbums
- Birdman (2002)
- Fast Money' '(2005)
- 5 * Stunna (2007)
- Pricele$$ (2009)
- Bigger Than Life (2011)[8]

Samenwerkingalbums
- 2006:Like Father, Like Son (met Lil Wayne)
- 2011:Like Father, Like Son Part 2 (met Lil Wayne) [8]